# Potamonautes aloysiisabaudiae
Potamonautes aloysiisabaudiae là một loài động vật giáp xác thuộc họ Potamonautidae. Loài này có ở Cộng hòa Dân chủ Congo, Sudan, và Uganda. Môi trường sống tự nhiên của chúng là sông ngòi.